# Klima Hrvatske
Na klimu u Hrvatskoj utječe više čimbenika. Prvi je taj što se Hrvatska nalazi unutar umjerenih geografskih širina oko 45° paralele odnosno na polovici puta između ekvatora i sjevernog pola. Zatim su tu dominantni utjecaj zapadnih vlažnih oceanskim masa s područja Atlantskog oceana, položaj uz toplo more prvenstveno Jadransko more kao dio Sredozemnog mora koje se nalazi između Europe i Afrike, blizina velikih kopnenih površina kao što su to zapadni dio Euroazije na sjeveroistoku te na jugu kopno sjeverne Afrike te otvorenost kontinentalnog dijela Hrvatske prema sjeveru i relativno visoka planinska barijera (dio Dinarida) duž većeg dijela obale.
U Hrvatskog se razlikuju tri glavna klimatska područja: jadransko ili sredozemno, planinsko-kotlinsko i kontinentalno-panonsko. U svakome od njih postoje veće ili manje razlike. U panonskom dijelu se kontinentalnost povećava od zapada prema istoku, u planinsko-kontlinskom području razlike su najčešće posljedica različitih nadmorskih visina, a u primorju na klimatske razlike najviše utječe blizina mora i geografska širina.
Zbog takvog položaja klimatske su prilike povoljne i umjerene bez ikakvih temperaturnih ekstrema, a postoji pravilna izmjena četiriju godišnjih doba: zima, proljeće, ljeto i jesen.

## Klima
Prema Köppenovoj klasifikaciji gotovo cijela Hrvatska ima umjereno tople kišne klime (C), a samo najviši planinski krajevi snježno-šumsku klimu (D). Samo dalmatinsko priobalje i otoci imaju sredozemnu klimu (Cs), dok su u ostalim dijelovima Hrvatske zastupljeni različiti tipovi umjereno toplih i vlažnih klima (Cf) koje se međusobno razlikuju prema stupnju topline ljetnih mjeseci (vruća, topla ili svježa ljeta) i godišnjem režimu padalina.
Sredozemna klima sa suhim i vrućim ljetom (Csa) karakterizira kasnojesenski maksimum padalina, dok su ljeta vrlo suha. Prosječna temperatura zraka najtoplijeg mjeseca viša je od 22°C, a najhladnijeg viša od 4°C. Tu klimu imaju uzak priobalni pojas Dalmacije i svi dalmatinski otoci.
Umjereno topla vlažna klima s vrućim ljetom (Cfa) najviše se razlikuje od sredozemne klime u količini padalina kojih ima nešto više, te u njihovom ravnomjernijem rasporedu tijekom godine, iako su ljeta također dosta sušna. Takvu klimu imaju priobalni dijelovi Istre, kvarnersko primorje s otocima i unutrašnjost Dalmacije. 
Umjereno topla vlažna klima s toplim ljetom (Cfb) razlikuje se od klime Cfa po nešto nižim temperaturama zraka (poglavito u hladnijem dijelu godine), a izostaje izrazito suho razdoblje. Prosječna temperatura najtoplijeg mjeseca je iznad 20°C, a najhladnijeg, u unutrašnjosti Istre viša je od 2°C, a u panonskom dijelu Hrvatske između 0 i -2°C. U kontinentalnim područjima s klimom Cfb toplija polovica godine ima više padalina od hladnije polovice.
Umjereno topla vlažna klima sa svježim ljetom (Cfc) imaju brdsko-kotlinski i niži planinski dijelovi Gorskog kotara i Like. Padaline su prilično ravnomjerno raspoređene tijekom godine, a nešto više ih ima u hladnijoj polovici godine. U zimskim mjesecima obilne su snježne padaline. Prosječna temperatura zraka u najtoplijem mjesecu je ispod 20°C, a u najhladnijem mjesecu između 0 i -3. Česta velika naoblaka, visoka relativna vlažnost zraka i česte magle značajne su karakteristike te klime.
Vlažna snježno-šumska klima sa svježim ljetom (Dfc) zastupljena je samo u najvišim krajevima Gorskog kotara, Like, na Dinari i najvišem hrbtu Žumberačke gore. To su ujedno i krajevi s najviše padalina u Hrvatskoj, prilično ravnomjerno raspoređenih tijekom godine, s nešto većom količinom u hladnijoj polovici godine. Zime imaju obilne snježne padaline. Prosječna temperatura najtoplijeg mjeseca je niža od 18°C, a najhladnijeg niža od -3°C. Samo 2-4 mjeseca u godini imaju prosječnu temperaturu zraka višu od 10°C.

## Temperatura zraka
Na temperature u Hrvatskoj najviše utječe položaj u umjerenim geografskim širinama, udaljenost od mora (stupanj kontinentalnosti) i nadmorska visina. Znatan je i utjecaj i položaja između velikih kopnenih masa Euroazije i sjeverne Afrike koje su termički bitno različite prirodne sredine. Posebno treba istaknuti izuzetno važnu modifikatorsku ulogu Jadranskog mora.
U podjednakoj mjeri i ljeti i zimi, planine i zatvorene gorske zavale ističu se kao znatniji hladniji otoci u odnosu na priobalje i nizinske krajeve na sjeveru. Utjecaj reljefa se snažno ispoljava i blizu mora jer na mjestima gdje se planine strmo uzdižu često na malim udaljenostima postoje dosta velike temperaturne razlike pa su izoterme (crte koje povezuju mjesta istih temperatura) gušće. U panonskoj zavali i njezinim rubnim dijelovima raspodjela izotermi je jednostavnija, razlike su male, a nešto niže temperature imaju samo viši gorski krajevi.
Siječanj je u prosjeku najhladniji mjesec u Hrvatskoj iako se najveće hladnoće nerijetko javljaju u prvoj polovici veljače. U panonskom području temperature zraka su posvuda između 0 i -2°C, a više gore se ističu kao hladniji otoci. Zime su u primorju mnogo blaže. Uz obalu sjeverno od Šibenika te na otocima Krku i dijelovima Cresa, Raba i Paga prosječne siječanjske temperature zraka kreću se između 4 i 6°C, a južno od Šibenika i na svim ostalim otocima su više od 6°C. U unutrašnjosti primorja je hladnije, ali samo je na najvišim planinama prosječna siječanjska temperatura zraka niža od 0°C. U višim dijelovima Like i Gorskog kotara prosječne siječanjske temperature su niže od -2°C. Katkad se javlja i temperaturna inverzija koja nastaje zadržavanjem zraka ohlađenoga noćnom dugovalnom radijacijom u reljefno nižim dijelovima. Tada je u kotlinama, uskim riječnim dolinama i poljima u kršu temperatura zraka niža nego u okolnim višim krajevima.
Razlike u temperaturi zraka u primorju i panonskom prostoru ljeti su znatno manje nego zimi. Nešto veće razlike se javljaju noću, kada se kopno brže hladi nakon zalaska sunca. Na sjeveru i istoku Hrvatske prosječne temperature zraka u srpnju kreću se od 20 i 22°C, a na otocima i obali primorja između 23 i 26°C.
Termička svojstva mora dobro se očituju u dnevnim temperaturnim razlikama u primorju. Iako je Zagora u prosjeku nešto hladnija od priobalja, dnevne su temperature u ljetnim mjesecima često više zbog slabijeg osvježavajućeg utjecaja mora i jačeg zagrijavanja kopna. Termički utjecaj mora zimi se također gubi udaljavanjem od obale. U primorju i otocima Dalmacije noći i jutra s mrazevima uglavnom se kreću od 5 do 15, a u Zagori više od 20, ponegdje preko 40.
Da bi se dobila vjernija slika o temperaturnim prilikama i dnevnom hodu temperature u meteorološkoj praksi se izračunava broj dana s temperaturnim vrijednostima omeđenim određenim granicama.
Ledeni dani su dani kada je najniža temperatura ispod -10°C. Takvih dana tijekom godine u Hrvatskoj ima najmanje. U prosjeku ih je 10-15 u nizinskom dijelu panonske Hrvatske, 15-20 dana u gorskoj Hrvatskoj, dok se u primorju javljaju jednom u nekoliko godina.
Studeni dani kada je temperatura tijekom svih 24 sata niža od 0°C su najčešći u gorskim krajevima gdje ih je više od 30 dana. Na najvišoj meteorološkoj postaji Zavižanu (1594 m) takvih je dana čak 70. U ostalim kontinentalnim dijelovima takvih je dana više od 15 u godini, a rijetka su pojava u primorju javljajući se jednom u nekoliko godina u siječnju ili veljači.
Hladni dani ili dani s mrazom su dani kada se temperatura zraka barem jednom tijekom dana spusti ispod 0°C. Takvi dani su važni za poljoprivredu, a posebno je značajni srednji početak i svršetak mraznog razdoblja. U kontinentalnom dijelu Hrvatske bezmrazni dani su u pravilu samo lipanj, srpanj, kolovoz i veći dio rujna, a u primorju bezmrazno razdoblje traje od početka svibnja do početka studenog.
Topli dani su dani kada temperatura zraka tijekom 25 sata barem jednom je jednaka ili veća od 25°C, a takvi dani su znatno zastupljeni u cijeloj Hrvatskoj osim na najvišim planinama. U kontinentalnom dijelu Hrvatske, sjevernome primorju i zagori ima ih 100-200, u srednjem i južnom primorju više od 130, a u višim gorskim predjelima 40-70 (na Zavižanu je samo 3 topla dana u godini). Diljem Hrvatske javljaju se u razdoblju od travnja do kraja rujna, u primorju su mogući i u listopadu, no u velikoj su mjeri karakteristični za ljetne mjesece (75-80%).
Vrući dani, kada je temperatura zraka barem jednom tijekom 24 sata jednaka ili viša od 30°C, ima u kontinentalnom dijelu 15-30 dana u godini, u gorskom dijelu manje od 15, a u primorju posvuda više od 15, ponegdje u Dalmaciji i više od 40 dana. Ograničeni su na ljetne mjesece, ali mogu biti zabilježeni i u kasno proljeće ( svibanj i lipanj) ili ranu jesen (rujan).
Dani s toplom noći su vrlo rijetki. Tada se temperatura zraka tijekom cijelog dana ne spušta ispod 20°C. Takvi se dani u kontinentalnom dijelu Hrvatske javljaju u prosjeku jednom u nekoliko godina, dok su u primorju česti tijekom ljetnih mjeseci, na sjeveru 10-30 dana, i još češće u južnom primorju (ponegdje do 70 dana u godini).

## Padaline
Padaline su najčešće u obliku kiše, a u hladnijem dijelu godine se javlja i snijeg. Hrvatska gotovo posvuda ima dovoljno padalina, iako u nekim krajevima postoje znatne razlike između najsušnijeg i najkišovitijeg mjeseca. Raspodjela padalina najviše ovisi o učestalosti prolaza ciklona (niskog zračnog pritiska) i razdoblja stabilnih anticiklona (visokog zračnog pritiska), a modifikatorski utjecaj reljefa također je izuzetno velik. U jesen i zimi stvaraju se islandske i genovske ciklone koje donose vlažno i nestabilno vrijeme, dok u ljeti azorska, a zimi i sibirska anticiklona uzrokuju stabilno vrijeme. Primorske planine i panonske gore su znatne orografske barijere na kojima se kondenzira veći dio vlage nego u drugim krajevima. Svaka planina ili gora primljenom količinom padalina ističe se kao otok u odnosu na niže krajeve. Izuzme li se utjecaj reljefa u Hrvatskoj se može zapaziti prilično pravilan raspored količina padalina. U panonskom području one se smanjuju od zapada prema istoku, a u primorju od jugoistoka prema sjeverozapadu. Od obale prema unutrašnjosti primorja količine padalina se povećavaju.
Prosječne količine padalina tijekom godine kreću se u obalnom pojasu između 700 i 1000 mm (ili litara na četvorni metar), u neposrednom zaleđu između 1000 i 1500 mm, u Lici i Gorskom kotaru do 2000 mm, a na višim planinama više od 2000 mm, na goranskim planinama i više od 3000 mm. Kontinentalni dijelovi Hrvatske na sjeveru i istoku primaju u prosjeku 500 do 1200 mm padalina.
Godišnji hod (režim) padalina ima veliku važnost i bitno utječe na razgraničenje između pojedinih klimatskih tipova unutar klimatskog razreda C (umjereno tople kišne klime) kojemu pripada cijela Hrvatska osim najviših planina. Karakteristika je sredozemnog režima veća koncentracija padalina u hladnijoj polovi godine, najveća od listopada do prosinca. Minimum je u pravilu tijekom ljetnih mjeseci, a na krajnjem sjevernom dijelu primorja (u većem dijelu Istre) i u rano proljeće. Sličan režim imaju i gorski krajevi (Lika i Gorski kotar). Granična crta između sredozemnog i kontinentalnog režima padalina prolazi južno od Karlovca. Cijelo područje sjeverno i istočno od te crte ima više padalina u toplijoj polovici godine, s time da posvuda postoje dva maksimuma, kasnoproljetni i jesenski. Glavni minimum javlja se od siječnja do ožujka ili travnja, a usprkos povećanju količina padalina u toplijem dijelu godine, sredinom ljeta javlja se kraće ili duže sušno razdoblje.
Snijeg je uobičajena pojava u većem dijelu Hrvatske iako ima dosta nizinskih panonskih predjela gdje katkada može tijekom cijele zime izostati. Tamo gdje je redovita zimska padalina, njegov udio u ukupnoj količini padalina kreće se od 5% do 20%. Udaljavanjem od mora i porastom nadmorske visine povećava se broj dana s padanjem snijega i njegov udio u godišnjoj količini padalina. Vjerojatnije je da će snijeg pasti na obali kopna nego na otocima, u sjevernom nego u srednjem ili južnom primorju, u Lici i Gorskom kotaru nego li u panonskom dijelu Hrvatske.
Kao i kod količine padalina, tako se i u broju padalinskih dana (dana s padalina) očituje utjecaj reljefa, blizina mora i stupanj kontinentalnosti. Broj padalinskih dana važan je za rast biljnog pokrova, agrarnu proizvodnju i hidroenergetske potencijale rijeka. Dugotrajne suše mogu znatno poremetiti i vodoopskrbu stanovništva. Mnogo je povoljnije ako su padaline pravilnije raspoređene tijekom godine nego da je veći dio koncentriran u relativno kratkom razdoblju, često kao posljedica proloma oblaka. Jaki pljuskovi obično uzrokuju više štete nego koristi, a na padinama pospješuje eroziju tla. Najpovoljnije je kada padaline ne izostaju u vegetacijskom razdoblju (mjeseci s prosječnom temperaturom zraka većom od 6°C).
U Hrvatskoj se godišnji hod broja padalinskih dana uglavnom podudara s godišnjim hodom količine padalina. No, moguća su manja odstupanja. Tako npr. u Zagrebu tijekom toplije polovice godine padne oko 40% više padalina nego u hladnijoj polovici, iako hladniji dio godine ima nešto više padalinskih dana od toplijeg dijela. To je u velikoj mjeri posljedica ljetnih pljuskova odnosno dugotrajnih jesenskih kiša. I u geografskom pogledu mogu se zapaziti nepravilnosti. U Rovinju na sjevernom Jadranu godišnja količina padalina znatno je manja nego na Korčuli u Dalmaciji, ali zbog češćih prolaza vlažnih zračnih masa mnogo je više padalinskih dana.
Najmanje je padalinskih dana u Hrvatskoj na pučinskim vanjskim otocima Jadranskog mora, jugozapadnoj Istri i kopnenom priobalju između Zadra i Splita. Najveći broj padalinskih dana ima uski planinski pojas između Kvarnerskog primorja i kontinentalne Hrvatske, a pruža se od Snježnika i Risnjaka na sjeverozapadu do južnog Velebita na jugoistoku. Između ovih krajnosti nalazi se najveći dio Hrvatske (panonski kontinentalni dio Hrvatske, Kordun, veći dio Like, unutrašnjost Istre, Kvarnersko primorje, Zagora i Dubrovačko primorje). Nešto manje padalinskih dana ima cijela Podravina, istočna Slavonija s Baranjom i neposredno zaleđe primorja.
Veliko značenje ima i srednje trajanje snježnog pokrivača na tlu. Ono je u većoj mjeri određeno rasporedom temperatura zraka nego trajanjem padanja snijega. Ono znatno utječe na prohodnost, poglavito u izoliranim gorskim i planinskim predjelima, trajanje turističke sezone u skijaškim središtima, a u agrarnim krajevima snježni pokrivač kao loš vodič topline štiti tlo od prejakog ohlađivanja odnosno zimske usjeve od smrzavanja.
Snježni pokrivač najkraće se zadržava u primorju (ako snijeg uopće padne), najčešće samo dan-dva, u Zagori najviše do 10 dana. U najvećem dijelu panonskog područja snježni pokrivač se zadržava na tlu između 10-40 dana, ali ima godina s izrazito dugim snježnim razdobljem (više od 70 dana) ili gotovo kada snijeg gotovo izostane. Najveći broj dana sa snježnim pokrivačem imaju viši dijelovi panonskih gora te Kordun, Gorski kotar i Lika. Na Zavižanu u prosjeku je čak 150 dana sa snijegom na tlu.

## Insolacija
Prosječno trajanje insolacije u Hrvatskoj povećava se od zapada prema istoku i od sjevera prema jugu. Najmanju insolaciju imaju najviši vrhovi planina i sjeveroistočna Hrvatska dok najveću insolaciju imaju južna Hrvatska i dalmatinski otoci, a posebno se ističe Hvar s 2674 osunčanih sati u godini.

## Vjetrovi
U Hrvatskoj se javljaju različiti vjetrovi od kojih su, posebice na Jadranu, najvažniji bura i jugo. U drugim krajevima Hrvatske imena vjetrova se daju prema smjeru s kojeg vjetar puše npr. sjeverac.
Bura je najjači vjetar na Jadranu. To je suhi i hladan vjetar sjeveroistočnog smjera, a dolazi s hladnijeg kopna. Puše na mahove, a na moru često stvara prašinu koja smanjuje vidljivost. Najjači i najopasniji udari bure javljaju se u Podvelebitskom kanalu i priobalju podno Biokova. Bura je češća zimi nego ljeti, a uglavnom donosi lijepo i vedro vrijeme.
Jugo puše iz južnog smjera. To je relativno topao i vlažan vjetar ustaljenog smjera i ujednačene brzine. Stvara pravilne i relativno velike valove. Jugo je češće i i jače na južnom Jadranu. Udari su najjači na obalama ispred otvorenog mora i na južnim obalama vanjskih otoka.